# Бабешко, Александр Александрович
Александр Александрович Бабешко  — советский военный деятель, генерал-лейтенант.

## Биография
Родился в 1922 году в Москве. Член КПСС.
Окончил 2-е Ленинградское артиллерийское училище.
Участник Великой Отечественной войны: командир взвода батареи и командир батареи 2-го гвардейского миномётного полка, командир дивизиона и заместитель командира 21-го гвардейского миномётного полка
Окончил Артиллерийскую академию им. Дзержинского (1948).
В 1948—1989 гг. — преподавателя Артиллерийской академии им. Калинина в Ленинграде, начальник Томского артиллерийского училища, начальник ракетных войск и артиллерии Среднеазиатского военного округа, начальник учебного отдела Академии Генерального Штаба ВС СССР.
Делегат XXII съезда КПСС.
Умер в 2000 году в Москве.

## Награды
- Орден Отечественной войны I степени (дважды)
- Орден Отечественной войны II степени
- Орден Красной Звезды (трижды)
- Орден За службу Родине в Вооружённых Силах СССР 3 степени